# چارتر ایر ترنسپورت
چارتر ایر ترنسپورت (به انگلیسی: Charter Air Transport) یک شرکت هواپیمایی با کد یاتا VC است که در ۱۹۹۷ میلادی تأسیس شده‌است. دفتر مرکزی چارتر ایر ترنسپورت در کلیولند، اوهایو، ایالات متحده آمریکا واقع شده‌است و قطب این شرکت هواپیمایی در فرودگاه کلیولند برک لیکفرانت قرار دارد.